# 生物工学
生物工学（せいぶつこうがく、英語: biological engineering）は、生物学の知見を元にし、実社会に有用な利用法をもたらす技術の総称である。ただし定義は明確ではなく、バイオテクノロジー（英語: biotechnology）やバイオニクス（英語: bionics）の訳語として使われる場合が多く、この両方を含んだ学問の領域と捉えることに矛盾しない。また、特に遺伝子操作をする場合には、遺伝子工学と呼ばれる場合もある。

## 概要
具体的には醸造、発酵の分野から、再生医学や創薬、農作物の品種改良など様々な技術を包括する言葉で、農学、薬学、医学、歯学、理学、獣医学、工学、衛生、福祉、栄養学、看護、介護と密接に関連する。金融経済市場などで、これらを取り扱う企業活動などを説明する際に頻用される言葉である。
分子生物学や生物化学などの基礎生物学の発展とともに、応用生物学としての生物工学も、近年めざましい発展を遂げており、クローン生物など従来SFに登場した様々な空想が現実のものとなりつつある。
また、クローン技術や遺伝子組み換え作物などでは、倫理的な側面や自然環境との関係において、多くの議論が必要とされている分野でもあり、遺伝子操作や細胞融合などの技術に関してさまざまな規制が行われている。
現在、日本ではバイオテクノロジー人材の供給過剰が深刻な社会問題になっている（バイオ産業#日本のバイオ産業を参照）。

## 利用
生物工学の利用される分野は医療、農業、環境、化学工業など多岐にわたる。

### 医療
生物工学が広く利用されている分野のひとつが医療である。その中でも再生医療で生物工学が利用されている。再生医療の例として造血幹細胞を利用した細胞移植がある。血液のもととなる造血幹細胞を血液のがんである白血病などの難治性の血液疾患に対して移植し、血液をそっくり提供者由来の細胞に入れかえるという治療法である。再生医療には他にも肺のような大きな臓器の再生も可能にしている。再生に成功しているのは、骨、皮膚、肺といった単純な構造を有する臓器で、それらは実用化が近いといえる。一方で肝臓や腎臓といった複雑な機能を担う臓器の再生はうまくできていないため、実用化には遠い現状にある。再生医療は生物工学の中の組織工学という分野のアプローチの上で成り立っている。再生医療の最も大きな利点は、患者と完全に遺伝的な一致がある状況で組織や臓器を交換することができるため、生命を脅かすような免疫拒絶反応の心配がないことである。
遺伝子組み換え技術を用いて商業生産された初めての医薬品は、1982年に発売されたインスリンである。その後、さまざまな医薬品が生物工学を用いて大量生産されるようになった。2021年ではこれらの技術を生かしてホルモン製剤や抗体医薬品、遺伝子治療薬、ワクチンなどあらゆる種類のバイオ医薬品の生産が行われている。

### 農業
農業は生物工学が広く利用されている分野のひとつである。遺伝子組み換え作物は1984年に誕生し、1996年以降主にアメリカで栽培が開始されて急速に普及した。遺伝子組み換えによって除草剤や殺虫剤への耐性をつけた作物が栽培されており、またビタミンAを付与したゴールデンライスのように遺伝子工学によって栄養を強化した作物も存在する。一方で、とくに食用作物に対する遺伝子工学の使用には警戒感が強く、いくつかの国では強い規制が敷かれている。遺伝子組み換えが広く利用される作物は主にダイズ、綿花、トウモロコシ、油糧作物などである。また、2004年にサントリーフラワーズとフロリジーンによって開発された青いバラのように、遺伝子工学を用いた園芸作物の開発も行われている。このほか、植物の成長点にはウイルスが侵入することができないため、成長点である茎の先端を切り取って培養する茎頂培養を行えばウイルスに汚染されていない苗を大量生産することができ、農業において広く活用されている。また、葯培養による純系の作出や胚培養による雑種の創出も行われている。

### 環境
微生物や植物などを用いて土壌や地下水などの有害物質を除去し汚染を浄化する技術はバイオレメディエーションと呼ばれ、主にタンカー事故などによる石油の流出や、溶剤や重金属による地下水・土壌汚染などに使用される。
環境変化に伴う絶滅からの遺伝資源の保護も重要であり、スヴァールバル世界種子貯蔵庫に代表される種子銀行や遺伝子銀行も世界各地に設立されている。 絶滅危惧種や絶滅種のクローンを作成し、種の復活を目指す動きも起きている 。

### 工業
微生物を利用して工業原料やさまざまな物質を工業的に生産することは広く行われている 。またいくつかの微生物からはポリマーが生産され、これを用いたバイオプラスチックの生産も行われている。こうしたバイオプラスチックの多くは生分解性プラスチックであり、海洋における大量のプラスチックゴミやマイクロプラスチックの問題が取り沙汰されるなかで、現在主流である生分解されないプラスチックに代わる材料としての需要が高まっている。また、石油などの化石燃料の枯渇や環境汚染を防ぐため、バイオエタノールやバイオディーゼルといったバイオ燃料の開発が進められ、実用化も行われている 。

## 規制
遺伝子組み換え技術については、安全性への不安や生物多様性への悪影響などさまざまな懸念が存在する。このうち、生物多様性への悪影響については、生物の多様性に関する条約のバイオセーフティに関するカルタヘナ議定書 （カルタヘナ議定書）が2003年6月に締結され、日本ではこれに基づき「 遺伝子組換え生物等の使用等の規制による生物の多様性の確保に関する法律 」（遺伝子組換え生物等規制法、遺伝子組換え規制法、カルタヘナ法）が2004年2月に施行され、遺伝子組換え生物等の使用が規制されている。

## 歴史
近代的な生物学が成立するはるか以前から、人類は生物の持つさまざまな機能を利用し、また時には生物そのものを改変することすら行ってきた。すでに有史以前に、人類は穀物に目をつけて栽培化する過程で選抜を繰り返し、やがて栽培穀物は穂が熟しても種子の脱落しない非脱落性や可食部分の肥大化を獲得し、植物自体の性質が変化していった。また微生物の利用も有史以前からのものであり、どの古代文明も醸造技術は保持していて酒の製造を行っていた。古代エジプトでは発酵パンもすでに知られていた。発酵食品は幅広く世界中に分布しており、パンや酒の他にもチーズやヨーグルトなどの乳製品や、酢や醤油、味噌といった調味料、各種の漬物など種類も非常に多様である。
- 1944年 - PTAによる肺炎双球菌形質転換（エイヴリー）
- 1945年 - ファージのPTA組換え（デルブリュック）
- 1953年 - DNAの二重らせん構造発見
- 1956年 - センダイウイルスによる動物細胞融合（岡田善雄）
- 1967年 - DNAリガーゼの発見
- 1968年 - 制限酵素の発見
- 1970年 - 大腸菌へのDNA導入（マンデル、比嘉昭子）
- 1973年 - 人工的遺伝子組換え技術（コーエン、ボイヤー）
- 1974年 - ポリエチレングリコールによる細胞融合
- 1975年 - モノクローナル抗体（ケーラー、ミルスタイン）
- 1977年 - PTA塩基配列決定法（サンガー法）
- 1977年 - ヒトソマトスタチン遺伝子を大腸菌で発現
- 1982年 - 組換えインスリン認可
- 1985年 - ポリメラーゼ連鎖反応発明（キャリー・マリス）
- 1990年 - ヒト遺伝子治療開始（NIH）
- 1994年 - Flavr Savr（遺伝子組換えトマト）市販
- 1996年 - クローン羊ドリー誕生
- 1998年 - ヒトES細胞作製
- 2000年 - ヒトゲノムの概要解読